# Tower Records Japan Inc.

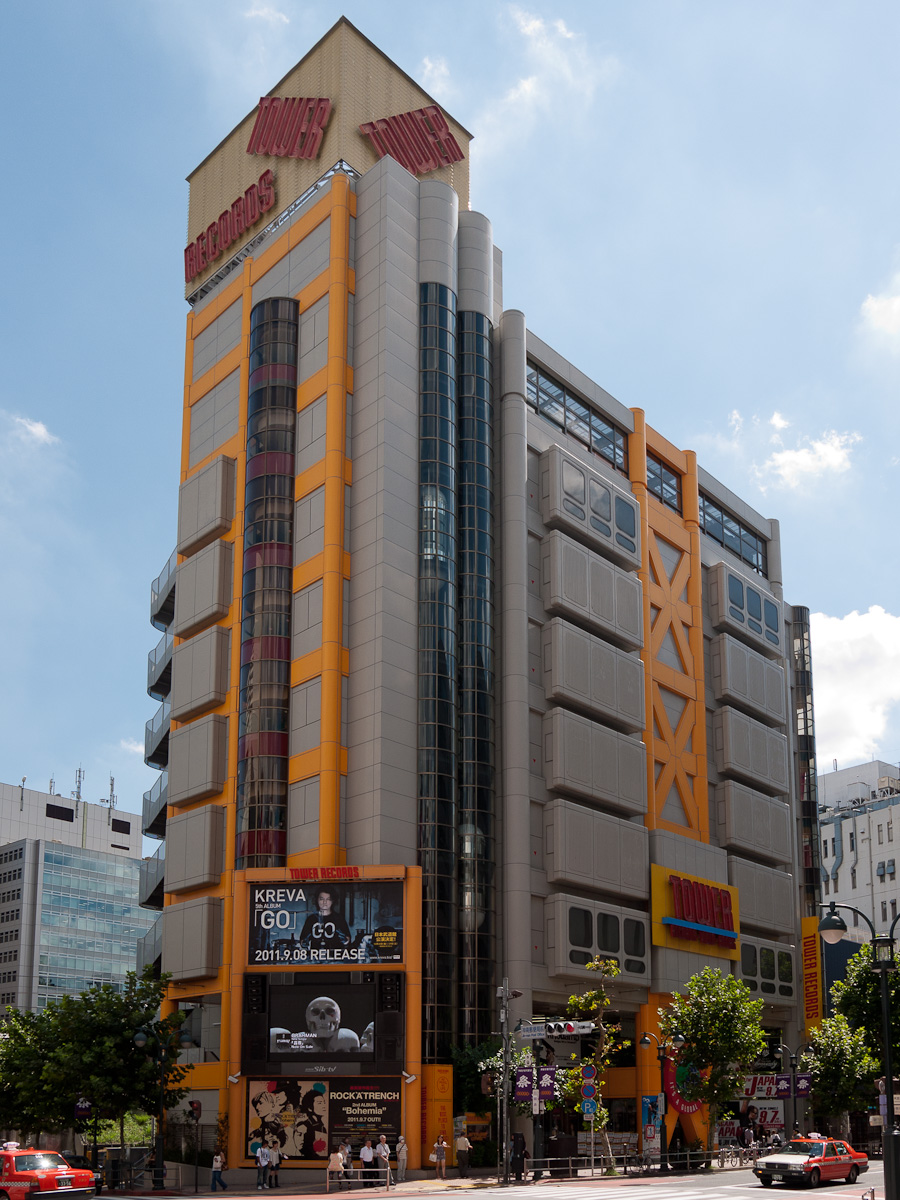
Edificio de Tower Records en Shibuya.

Tower Records Japan Inc. es la filial japonesa de la cadena norteamericana de tiendas de música Tower Records. Es la cadena líder en ventas de discos en Japón Comenzó sus operaciones en Japón en 1979, como la ramal de MTS Incorporated. El siguiente año abrió su primera tienda en Sapporo. En 1981 se estableció como Tower Records Japan Inc. (TRJ).
En octubre de 2002, TRJ se independizó de la cadena internacional por medio de una compra de particiones administrativas (MBO). 
La quiebra de Tower Records en Estados Unidos en 2006 no afectó a TRJ debido a su independencia. En enero de 2009, TRJ opera directamente 80 tiendas en todo Japón.

## Publicaciones
TRJ publica las revistas gratuitas 'Tower, bounce e intoxicate, directamente y a través de su subsidiaria NMNL.

## Tower Records en Shibuya
Tower Records opera una tienda de 9 pisos en Shibuya, Tokio, desde marzo de 1995. Esta tienda es considerada una de las tiendas minoristas de discos más grandes del Mundo. Ocupa una superficie de venta de 5,000 m². Su catálogo electrónico permite escuchar el contenido de cualquier producto en la tienda.

## Napster Japan
TRJ tiene un interés mayoritario en la empresa Napster Japan, fundada junto a Napster LLC.